# Барко, Валентин
Валенти́н Ба́рко (исп. Valentín Barco; 23 июля 2004, Буэнос-Айрес) — аргентинский футболист, левый защитник клуба «Страсбур» и сборной Аргентины.

## Клубная карьера

### «Бока Хуниорс»
Уроженец Буэнос-Айреса, Барко начал играть в футбол в академии клуба «Спортиво Лас-Парехас». В возрасте шести лет стал игроком футбольной академии клуба «Бока Хуниорс». В возрасте 16 лет подписал профессиональный контракт с клубом. 16 июля 2021 года дебютировал в основном составе «Боки» в матче аргентинской Примеры против «Униона». В сентябре 2021 года продлил свой контракт с клубом до 2023 года.

### «Брайтон энд Хоув Альбион»
В январе 2024 года перешёл в английский клуб «Брайтон энд Хоув Альбион» за 10 млн долларов (7,9 млн фунтов), подписав контракт до лета 2028 года. 28 февраля 2024 года дебютировал в основном составе «чаек» в матче Кубка Англии против клуба «Вулверхэмптон Уондерерс».

### Аренда в «Севилью»
В связи с приходом нового тренера Фабиана Хюрцелера в «Брайтон» и сильной конкуренцией на его позиции англичанами было принято решение отдать Барко в аренду (без права выкупа) в «Севилью» до конца сезона 2024/2025. Он заменил в команде своего товарища по сборной Маркоса Акунью, который перешел в «Ривер Плейт».

### Аренда в «Страсбур»
В зимнее трансферное окно 2025 года Барко был отозван из аренды в «Севилье». 2 февраля 2025 года было объявлено, что аргентинец проведет остаток сезона в аренде во французском «Страсбуре». По мнению инсайдера Бена Джейкобса «Страсбур» должен будет выкупить 20-летнего аргентинца за 8 млн фунтов.

## Карьера в сборной
В 2019 году сыграл за сборную Аргентины до 15 лет на чемпионате Южной Америки. Забил на турнире 3 мяча и помог своей команде выйти в финал турнира, в котором аргентинцы проиграли бразильцам в серии послематчевых пенальти.
В мае 2023 года в составе сборной Аргентины до 20 лет сыграл на молодёжном чемпионате мира в Аргентине.
22 марта 2024 года дебютировал за главную сборную Аргентины в товарищеском матче против сборной Сальвадора.